# Uovo di betulla della Carelia
L'Uovo di betulla della Carelia è una delle uova imperiali Fabergé, un uovo di Pasqua gioiello. Avrebbe dovuto essere il regalo per la Pasqua del 1917 per la zarina madre Dagmar di Danimarca del figlio Nicola II. Per la stessa occasione, lo zar avrebbe dovuto donare alla moglie l'Uovo della costellazione. Fu il penultimo uovo imperiale ad essere realizzato. L'Uovo di betulla della Carelia era considerato perduto fino al 2001, quando un collezionista di Mosca, Aleksandr Ivanov, lo acquistò per il suo Museo nazionale russo. Nonostante il nome ufficiale, il museo è una collezione privata. Nel 2009 Ivanov ha aperto a Baden-Baden un nuovo Museo Fabergé e l'uovo di betulla è ora esposto in quel museo.

## Proprietari

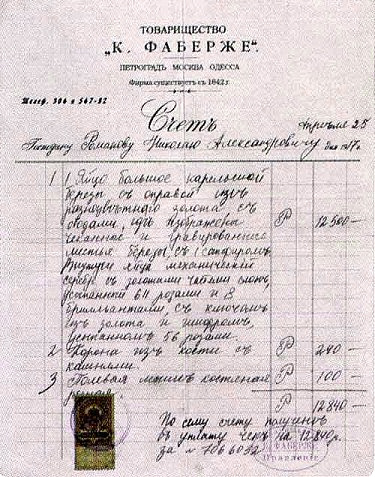
Fattura per l'uovo datata 25 aprile 1917.

Questo uovo venne creato nel 1917 e una volta completato avrebbe dovuto essere consegnato allo zar che per Pasqua lo avrebbe donato all'imperatrice madre Dagmar di Danimarca. Prima che l'uovo venisse consegnato tuttavia, scoppiò la rivoluzione di febbraio e Nicola II fu costretto ad abdicare il 15 marzo. Il 25 aprile Fabergé inviò a Nicola la fattura per l'uovo, rivolgendosi a Nicola II non come "zar di tutte le Russie", ma come " Sig. Romanov, Nikolai Aleksandrovich". Nicola pagò 12 500 rubli e l'uovo avrebbe dovuto essere inviato al granduca Michele nel suo palazzo per la presentazione alla imperatrice, ma egli fuggì prima che arrivasse. L'uovo rimase nel palazzo fino a quando questo fu saccheggiato sulla scia della rivoluzione d'ottobre in quello stesso anno.
Dopo la rivoluzione d'ottobre fu acquistato dal Museo Rumyantsev di Mosca. Ancora una volta scomparve, dopo la chiusura del museo nel gennaio del 1927 e si riteneva perduto. Nel 1999 la pronipote di Fabergé, Tatiana, pubblicò i disegni dei progetti dell'uovo di betulla e dell'Uovo della costellazione e venne ipotizzato che entrambi fossero incompleti. L'uovo di betulla riapparve pubblicamente nel 2001, quando un collezionista privato del Regno Unito, discendente di emigrati russi, lo vendette a Aleksandr Ivanov, collezionista russo e proprietario del Museo Fabergé di Baden-Baden. L'acquisto, che costò al museo "milioni di dollari", consisteva nell'uovo stesso, nella custodia, nella chiave per caricare la sorpresa, nella fattura originale di Fabergé a Nicola II e di una lettera scritta da Fabergé a Alexander Kerensky nella quale si lamentava di non essere stato pagato e chiedeva istruzioni per la consegna. Il venditore non era in possesso della sorpresa che probabilmente fu rubata dai soldati durante la rivoluzione d'ottobre.

## Descrizione
L'uovo è fatto di pannelli di betulla della Carelia fissati in una cornice d'oro. Si tratta di un design molto diverso dalle uova precedenti, che erano molto più ornate e preziose. Tale cambiamento fu dovuto alle misure di austerità adottate a seguito della prima guerra mondiale, sia dalla famiglia imperiale russa che dalla Maison Fabergé. Anche per altre uova imperiali create durante la guerra vennero utilizzati materiali insoliti e meno costosi, tuttavia, l'uovo di betulla della Carelia è l'unico ad avere una sostanza organica come elemento di costruzione primario.

### Sorpresa
La sua sorpresa era un elefante meccanico in miniatura, coperto di piccoli diamanti tagliati a rosa, con una piccola chiave tempestata di pietre preziose.